# İstanbul (provins)

Provinsen Istanbuls läge i Turkiet

İstanbul är en provins i västra Turkiet. Den hade i slutet av 2014 en beräknad folkmängd på 14 377 018 invånare och har en areal på 5 196 km². Provinshuvudstad är Istanbul, Turkiets största stad.
Provinsen är belägen på båda sidor om Bosporen, vilket gör att den ligger i både Europa och Asien, och man kan säga att denna provins binder samman dessa kontinenter.
Under antiken startade Sidenvägen från provinsens asiatiska stadsdelar.